# تنظيم (الاتحاد الأوروبي)
التنظيم (أو اللائحة التنظيمية)  هو تشريع وفق نظام القوانين في الاتحاد الأوروبي؛ والذي يلزم الدول الأعضاء في الاتحاد الأوروبي بتطبيقه قانوناً على الفور.
يختلف التنظيم في قوانين الاتحاد الأوروبي عن التوجيه، حيث أن الأخير يصدر على شكل صيغة قانونية ملزمة من حيث المضمون ولكن من غير الإلزام بالكيفية.